# Fondation Louis-de-Broglie
Pour les articles homonymes, voir Louis de Broglie et Broglie.

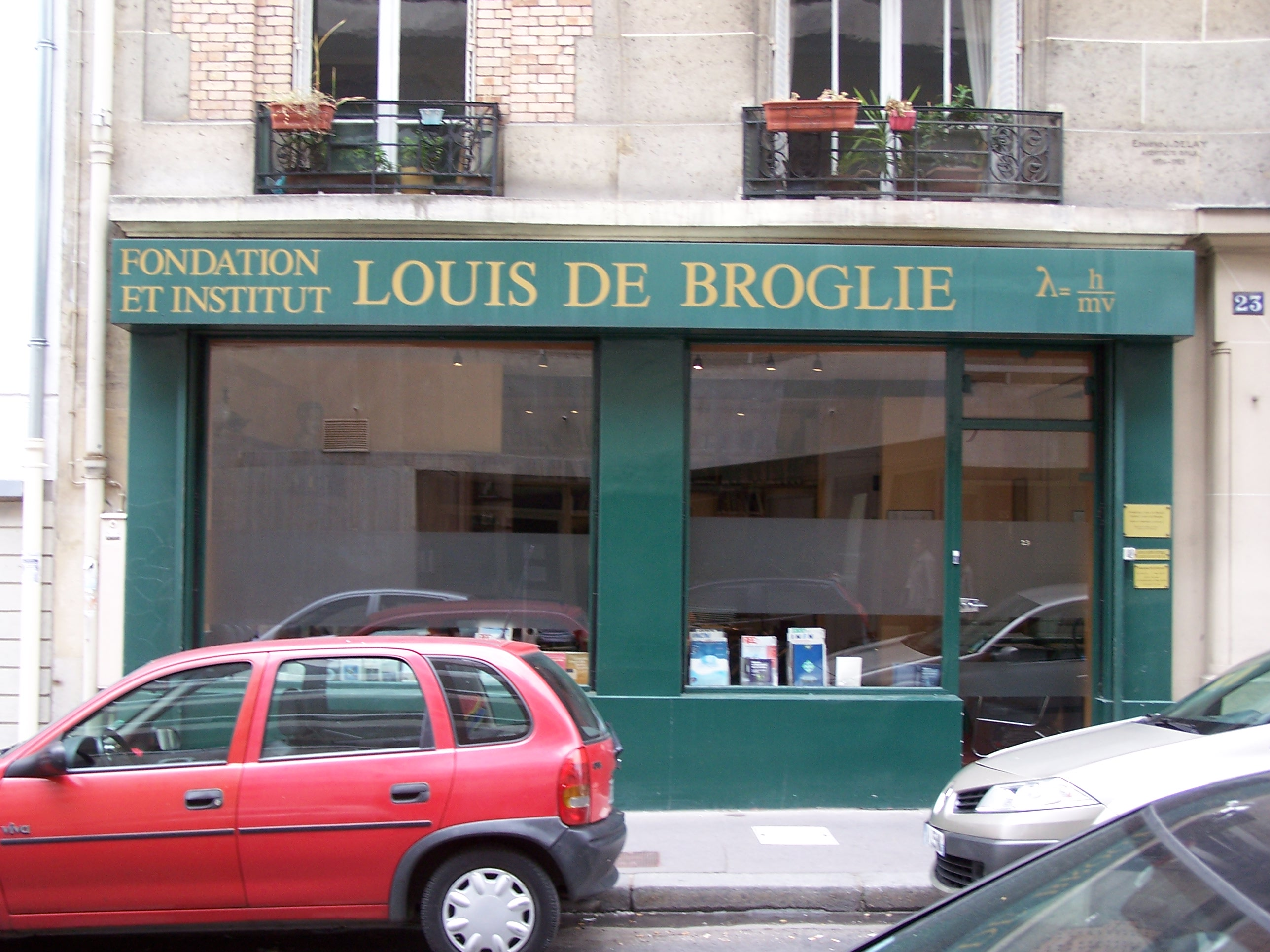
L'Institut Louis-de-Broglie, rue Marsoulan à Paris.

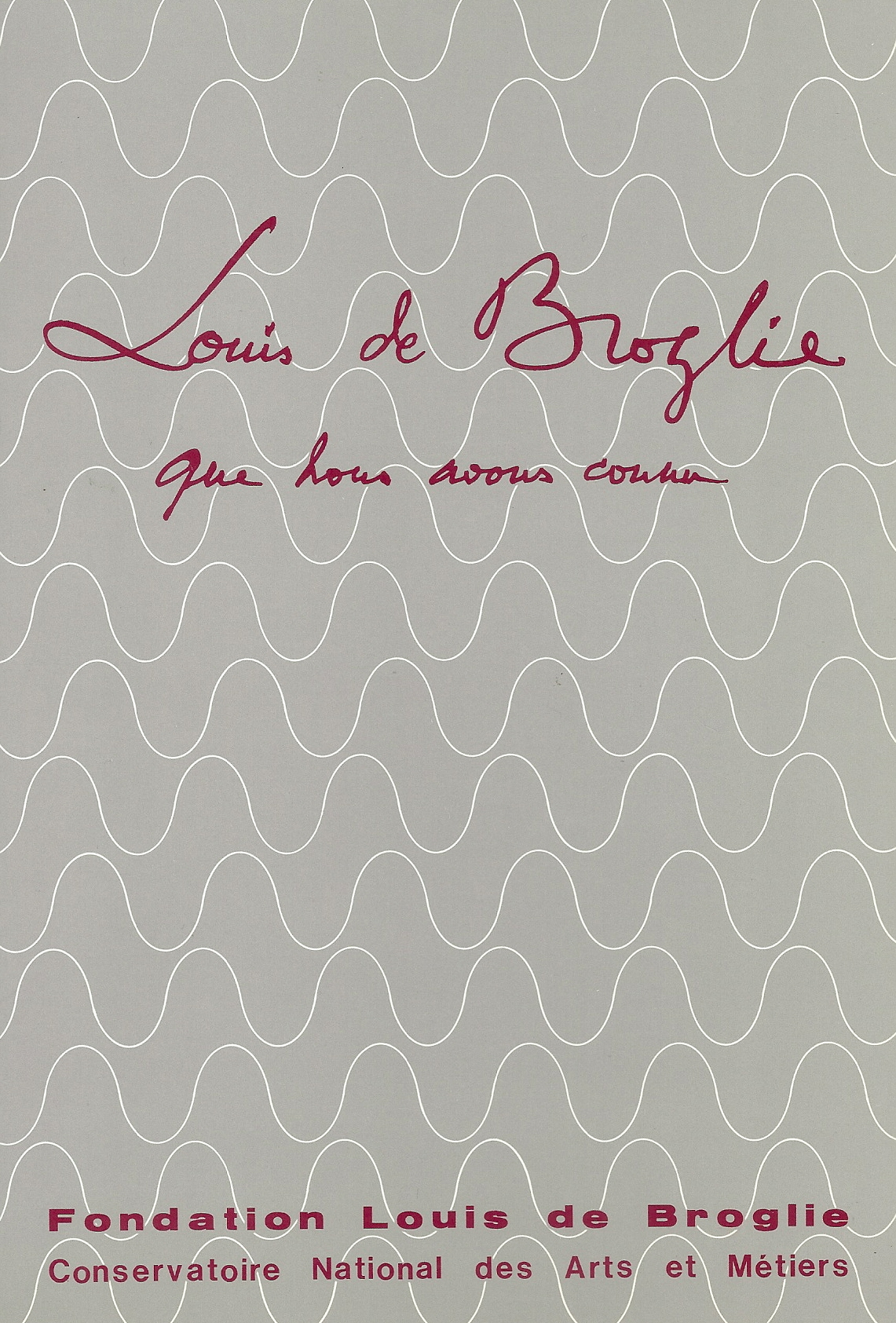
Fondation Louis-de-Broglie, Conservatoire national des arts et métiers.

La Fondation Louis-de-Broglie est une fondation française pour la recherche fondamentale en physique ayant son siège à l'Académie des sciences et ses bureaux au no 23, rue Marsoulan dans le 12e arrondissement de Paris.

## Présentation
Elle fut créée au Conservatoire national des arts et métiers (CNAM) en 1973 par Louis de Broglie (1892-1987) à l'occasion du cinquantième anniversaire de sa découverte de la dualité onde-particule pour la matière. Louis de Broglie légua à la fondation la propriété acquise grâce au montant de son prix Nobel de physique.
Juridiquement, la Fondation Louis-de-Broglie bénéficie d'un compte ouvert au sein de la Fondation de France.
La fondation se définit comme « un lieu de rencontre et de discussion à la pointe de la science contemporaine pour tous les physiciens désireux d'exposer et de confronter des résultats et des points de vue, dans l'esprit humaniste d'ouverture et de tolérance de Louis de Broglie ».
Elle publie depuis 1975 la revue scientifique Les Annales de la Fondation Louis de Broglie.

## Présidents
- 1973-1991 : Louis Néel (Prix Nobel de physique)
- 1991-2000 : René Thom (Médaille Fields)
- 2001-2021 : Georges Lochak
- depuis 2021 : Christian de Pange

| Identité                            | Période | Période | Durée  |
| Identité                            | Début   | Fin     | Durée  |
| ----------------------------------- | ------- | ------- | ------ |
| Louis Néel (1904 - 2000)            | 1973    | 1991    | 18 ans |
| René Thom (1923 - 2002)             | 1991    | 2000    | 9 ans  |
| Georges Lochak (1930 - 2021)        | 2001    | 2021    | 20 ans |
| Christian de Pange (d) (né en 1958) | 2021    |         |        |